# Râul Căprăria
Râul Căprăria este un curs de apă, afluent al Râmnicului Sărat. 